# Miedes de Aragón
Miedes de Aragón è un comune spagnolo di 513 abitanti situato nella comunità autonoma dell'Aragona.